# Zona intermareal
La zona intermareal es la parte del litoral que se encuentra entre los niveles de marea alta y baja. Es decir, es la zona que queda expuesta al aire durante la marea baja y sumergida bajo el agua durante la marea alta.
Las mareas, que son fluctuaciones regulares en el nivel del mar, impactan de manera significativa los ecosistemas costeros y a sus habitantes. En las costas rocosas, el continuo golpe de las olas modela el paisaje, creando una diversidad de rocas de distintos tamaños y formas. La distribución de las especies en estas zonas está influenciada por la intensidad y duración de la exposición a las olas, un fenómeno conocido como zonación. Esta zonación se observa tanto a lo largo de la costa (horizontalmente) como en diferentes alturas sobre el nivel del mar (verticalmente). Así, durante la marea baja, se pueden apreciar franjas diferenciadas de vida marina y vegetación, tanto si se camina en paralelo a la costa como si se asciende desde la zona más baja a la más alta.

## Características
El ecosistema intermareal rocoso se caracteriza por la alternancia entre condiciones marinas y terrestres, impuesta por el ciclo de las mareas. Cuando el agua cubre la zona, los organismos viven en un ambiente marino. Pero al retirarse la marea, quedan expuestos a la atmósfera, lo que implica cambios ambientales severos. Tres son los principales desafíos para la supervivencia en este entorno:
- Desecación y temperatura: La exposición al sol y al viento provoca una rápida pérdida de agua y fluctuaciones de temperatura. La radiación solar intensa puede causar daños, y las temperaturas del aire pueden ser extremas (muy altas en zonas tropicales o muy bajas en zonas templadas) en comparación con la temperatura del agua.
- Salinidad: La concentración de sal en las pozas de marea puede aumentar drásticamente debido a la evaporación, o disminuir por la lluvia o el agua dulce proveniente de ríos, lo que pone a prueba la tolerancia de los organismos.
- Acción de las olas: El impacto de las olas puede ser una fuerza destructiva, pero también aporta beneficios. Las olas transportan nutrientes y alimento, favoreciendo a algunos organismos. El movimiento del agua también impide que las algas más grandes monopolicen la luz, permitiendo una mayor diversidad. Además, el oleaje puede arrastrar a algunos organismos, reduciendo la depredación y creando espacios para nuevos colonizadores.[2]

## Tipos de zonas intermareales
La zona intermareal puede presentar diferentes características físicas, lo que da lugar a distintos tipos de hábitats:
- Costas rocosas: Son zonas con sustrato rocoso, donde los organismos se adhieren a las rocas o se refugian en grietas y pozas de marea.
- Playas de arena o grava: Son zonas con sustrato sedimentario, donde los organismos suelen enterrarse en la arena o grava para protegerse de la desecación y las olas.
- Marismas y estuarios: Son zonas donde se mezcla el agua dulce de los ríos con el agua salada del mar, creando un ambiente de salinidad variable. En las zonas tropicales y subtropicales, los manglares son un tipo de ecosistema intermareal característico.

## Zonación
La zona intermareal suele presentar una zonación vertical, es decir, una distribución de los organismos en franjas o bandas horizontales, en función de su tolerancia a las condiciones ambientales. Aunque la zonación puede variar según el tipo de costa y la ubicación geográfica, generalmente se pueden distinguir las siguientes zonas:
- Zona supralitoral (o zona de salpicadura): Es la zona más alta, que solo se moja por las salpicaduras de las olas o durante las mareas más altas. Está habitada por organismos muy resistentes a la desecación, como caracolillos y percebes.
- Zona intermareal media (o zona de las mareas): Es la zona que se cubre y descubre regularmente con las mareas. Presenta una gran diversidad de organismos, como algas pardas, mejillones, lapas, cangrejos y anémonas.
- Zona infralitoral (o zona submareal): Es la zona más baja, que solo queda expuesta al aire durante las mareas más bajas. Está dominada por algas laminariales (kelp) y diversas especies de invertebrados y peces.
- Zona circalitoral: corresponde a la parte del piso infralitoral que nunca emerge.

## Ecología
La zona intermareal es un ecosistema rico y diverso, con una alta productividad biológica. Los organismos que la habitan han desarrollado adaptaciones especiales para sobrevivir a las condiciones extremas. Algunos ejemplos de estas adaptaciones son:
- Adaptaciones físicas: Este tipo de adaptaciones se refiere a las características del cuerpo o la construcción de estructuras que permiten a los organismos enfrentar los desafíos físicos de su hábitat, como la fuerza del oleaje o la desecación. Ejemplos de estas adaptaciones incluyen a las numerosas espinas del erizo rojo (Strongylocentrotus franciscanus), las cuales cumplen un papel de protección tanto hacia depredadores como a traumas físicos del ambiente, pues al momento en el que una espina del erizo se rompe, esta absorbe cierta fuerza para suavizar el impacto hacia el cuerpo esférico.
- Adaptaciones de defensa química: En este tipo de adaptaciones, los seres vivos pueden emplear diversas sustancias químicas para evadir a sus depredadores o para cazar presas. Algunos ejemplos notables incluyen las anémonas fluorescentes (Anthopleura xanthogrammica), que disponen de células especiales capaces de inyectar veneno en sus presas, permitiéndoles atraparlas y consumirlas.
- Adaptaciones de comportamiento etológico: Estas adaptaciones se refieren a los comportamientos que los organismos exhiben en relación con su ambiente y otros individuos, ya sean de su misma especie o diferentes, y pueden ser tanto positivos como negativos. Por ejemplo, las estrellas ocre (Pisaster ochraceus), que habitan en áreas de aguas poco profundas y expuestas a una mayor radiación solar, han desarrollado una estrategia inteligente. Cuando desean evitar daños graves, se trasladan hacia regiones sombreadas, buscando refugio debajo de rocas o láminas de algas.
- Estrategias Reproductivas: Estas estrategias son utilizadas tanto por animales como por plantas para generar descendencia. Un ejemplo de esto es el cerdo de mar (género Aplidium), un organismo colonial con la capacidad de reproducirse de manera asexual, lo que significa que no requiere de otro individuo para engendrar descendencia.
- Adaptaciones Mutualistas: A través de la evolución y la adaptación, algunas especies han desarrollado relaciones de cooperación mutua para aumentar sus posibilidades de supervivencia. Por ejemplo, animales como las medusas velero (Velella velella) y las anémonas (por ejemplo, el género Anthopleura) albergan microalgas en sus células, lo que les otorga su característico y llamativo color. Estas algas proporcionan glucosa, mientras que las anémonas y medusas velero ofrecen un entorno protegido para que las algas puedan sobrevivir.
- Adaptaciones Fisiológicas: Este último tipo de adaptaciones a menudo resulta el más difícil de determinar, ya que involucra cambios en el metabolismo de los organismos para hacer frente a condiciones ambientales cambiantes, como las variaciones en la salinidad, temperatura y niveles de oxígeno. Por ejemplo, los cangrejos costeros rayados (Pachygrapsus crassipes) tienen la capacidad de ajustar su metabolismo para mantener un equilibrio adecuado de sal en sus cuerpos, lo que evita daños celulares y les permite sobrevivir en entornos con niveles de salinidad inusualmente altos o bajos.[2]

La zona intermareal juega un papel importante en la cadena alimentaria, ya que muchos organismos marinos se alimentan de los invertebrados que la habitan. También es una zona de cría y alimentación para muchas aves costeras.

## Importancia
La zona intermareal tiene una gran importancia ecológica, económica y social:
- Biodiversidad: Alberga una gran diversidad de especies.
- Productividad: Es una zona de alta productividad biológica.
- Protección costera: Las marismas y los manglares protegen la costa de la erosión y las tormentas.
- Recursos pesqueros: Muchas especies de peces e invertebrados de interés comercial se encuentran en la zona intermareal o dependen de ella en alguna etapa de su ciclo de vida.
- Recreación y turismo: Las playas y las costas rocosas son lugares populares para la recreación y el turismo.
- Investigación: La zona intermareal es un lugar importante para la investigación científica, que permite obtener nuevos conocimientos.

El ecosistema intermareal juega un rol fundamental en el mantenimiento de la homeostasis planetaria. Su importancia se deriva de su función como ecotono entre los ambientes terrestres y marinos, su contribución a la biodiversidad, su efecto protector sobre la línea de costa, su relevancia para las actividades pesqueras y acuícolas locales, y sus procesos de filtración y absorción de nutrientes. La conservación de este ecosistema es, por tanto, imperativa para la preservación de numerosas especies marinas y para la integridad del ecosistema global.

## Amenazas
La zona intermareal es un ecosistema vulnerable a diversas amenazas, como:
- Contaminación: La contaminación por vertidos industriales, agrícolas y urbanos puede afectar a la calidad del agua y a los organismos que viven en la zona intermareal.
- Destrucción del hábitat: La construcción de puertos, diques y otras infraestructuras costeras puede destruir o alterar los hábitats intermareales.
- Sobreexplotación de recursos: La recolección excesiva de mariscos y algas puede agotar las poblaciones de estas especies.
- Cambio climático: El aumento del nivel del mar y la acidificación de los océanos pueden tener un impacto negativo en la zona intermareal.
- Especies invasoras: Introducción de especies no autóctonas de la zona, que desplazan a las especies locales.

La relevancia ecológica de las zonas intermareales radica en la confluencia de múltiples procesos biológicos, físicos y químicos. Los organismos intermareales, si bien presentan adaptaciones a condiciones ambientales fluctuantes, son susceptibles a perturbaciones antropogénicas. La ocupación humana del 70% de las zonas costeras a nivel global, junto con prácticas inadecuadas de gestión de residuos (vertido de basura y aguas residuales, actividades pesqueras no sostenibles), generan impactos negativos significativos, incluyendo la pérdida de biodiversidad. Se requiere, por tanto, una intensificación de la investigación científica en estos ecosistemas, así como una mayor implicación de la sociedad en su conservación, dada la complejidad inherente a su estudio.